# Bitte Monn-Iversen
Bitte Monn-Iversen, född 1954 i Bærum, är en norsk filmproducent. Hon är dotter till kompositören Egil Monn-Iversen och skådespelaren Sølvi Wang.

## Produktion i urval
- 1985 – Röd snö (TV-serie)
- 1989 – Mardrömmen
- 1992 – Dödlig kemi